# Xian de Fengdu
Le xian de Fengdu (chinois : 丰都县 ; pinyin : Fēngdū xiàn) est une subdivision de la municipalité de Chongqing en Chine.

## Géographie
Sa superficie est de 2 901,16 km².

## Démographie
La population du district était de 770 910 habitants en 1999, et de 790 000 en 2004.

## Tourisme
Le mont Fengdu ou Mingshan (冥山, míng shān), « mont des Enfers », situé au nord-est du xian, fut identifié à partir des Song du sud, comme le siège des enfers, mentionné par le Zhengao (真诰 / 真誥, zhēngào), un texte taoïste. On y trouve au XXIe siècle, un village-fantôme touristique sur la route des croisières sur le Yangzi Jiang appelé « ville fantôme de Fengdu ».
L'origine du nom du xian, vient de la ville du Fengdu (丰都城) ou Capitale de l'abondance, pouvant également être traduit par capitale de la mort. Voir également diyu (enfer). Il comporte différents temples liés à ce lieu, et notamment le Yansheng tang (延生堂).

### Sources
- Géographie : (zh) Page descriptive (Phoer.net)
- (en) « Codes postaux de la municipalité de Chongqing »(Archive.org • Wikiwix • Archive.is • Google • Que faire ?)
- Sandrine Chenivesse, « Fengdu : cité de l'abondance, cité de la male mort », Cahiers d'Extrême-Asie, vol. 10 « Culte des sites et culte des saints en Chine, sous la direction de Franciscus Verellen »,‎ 1998, p. 287-339 (DOI 10.3406/asie.1998.1137, lire en ligne)